# Торстен Кумфельдт
Торстен Кумфельдт (швед. Torsten Kumfeldt, 4 січня 1886 — 2 травня 1966) — шведський плавець і ватерполіст.
Срібний призер Олімпійських ігор 1912 року.
Бронзовий призер Олімпійських ігор 1908, 1920 років.